# Чудо на річці Хан

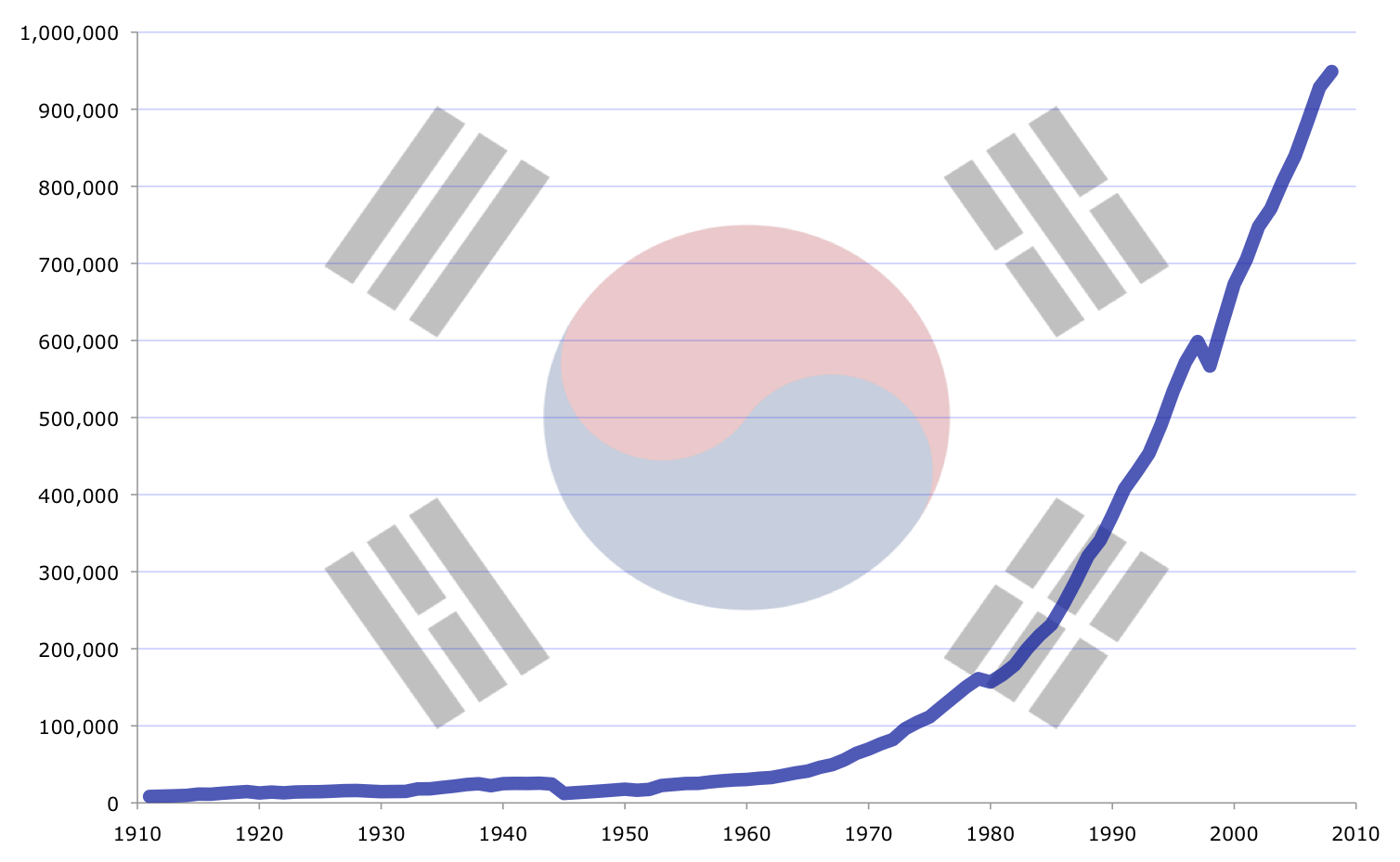
Економіка Південної Кореї зросла майже з нуля до більш трильйона доларів менше, ніж за 50 років.

Чудо на річці Хан  — поширена назва економічного дива Південної Кореї, яка за півстоліття перетворилася з відсталої, аграрної країни, зруйнованої корейською війною, у процвітаючу високотехнологічну економіку. У середині 50-х років за рівнем економічного розвитку Південна Корея відносилася за класифікацією Всесвітнього банку до відсталих країн із ВВП на душу населення менше 100 доларів. А, з 1999 року країна прийнята в «клуб багатих і високорозвинених» — ОЕСР. Цей процес був заснований на експортно-орієнтованому зростанні, швидкій індустріалізації, впровадженні нових технологій, розвитку освіти, призвів до експоненціального зростання рівня життя, швидкої урбанізації, модернізації. Чудо на річці Хан породило такі міжнародні корпорації, як Samsung, LG та Hyundai.